# Lucinda Green
Pour les articles homonymes, voir Green.
Lucinda Jane Green, née Prior-Palmer le 7 novembre 1953 à Andover, est une cavalière britannique de concours complet.
Elle est mariée de 1981 à 1992 au cavalier australien David Green. 

## Palmarès
- Vice-championne olympique de concours complet par équipe aux Jeux olympiques d'été de 1984 avec Regal Realm (et sixième par équipe)
- Championne du monde de concours complet en 1982 avec Regal Realm
- Champion du monde de concours complet par équipe en 1982 avec Regal Realm
- Championne d'Europe de concours complet en 1975 et en 1977
- Championne d'Europe de concours complet par équipe en 1977, en 1985 et en 1987